# ماننوس انکل
مانْنوس اِنْکِل (انگلیسی: Magnus Enckell; ۹ نوامبر ۱۸۷۰ – ۲۷ نوامبر ۱۹۲۵) نقاش اهل فنلاند بود.